# 阿拉伯之梦
《阿拉伯之梦》是Culyure Brain在红白机出品的动作角色扮演游戏，分别于1987年和1989年在日本和北美推出。故事讲述失忆的玩家角色展开时光旅行，从召唤魔王戈拉戈拉的邪恶法师撒巴隆手中，就出被劫持的公主拉莎德。
游戏将动作冒险与角色扮演要素结合在当时尚属创新。游戏独特的设定改编自《阿拉伯之夜》，玩家可在五个时期中时间旅行。游戏采用两种战斗系统，即为即时的单人战斗和回合制的团队战斗；团队战斗中，两名角色还可以合力发动超强攻击。游戏在日本被改编为漫画。